# Mörtsjön (Österfärnebo socken, Gästrikland)
Mörtsjön är en sjö i Sandvikens kommun i Gästrikland och ingår i Dalälvens huvudavrinningsområde. Sjön är 5,8 meter djup, har en yta på 0,109 kvadratkilometer och befinner sig 122,2 meter över havet.

## Delavrinningsområde
Mörtsjön ingår i det delavrinningsområde (669566-154026) som SMHI kallar för Inloppet i Murämnet. Medelhöjden är 141 meter över havet och ytan är 25,29 kvadratkilometer. Det finns inga avrinningsområden uppströms utan avrinningsområdet är högsta punkten. Laggarboån (Västerån) som avvattnar avrinningsområdet har biflödesordning 2, vilket innebär att vattnet flödar genom totalt 2 vattendrag innan det når havet efter 110 kilometer. Avrinningsområdet består mestadels av skog (80 procent). Avrinningsområdet har 0,79 kvadratkilometer vattenytor vilket ger det en sjöprocent på 3,1 procent.